# Luca Sterbini
Luca Sterbini (Palestrina, ciutat metropolitana de Roma Capital, 12 de novembre de 1991) és un ciclista italià que fou professional del 2015 al 2016.
El seu germà Simone també s'ha dedicat professionalment al ciclisme.

## Palmarès
- 2010
  -  Campió d'Itàlia júnior en contrarellotge
- 2014
  - 1r a la Florència-Empoli
  - 1r a la Milà-Rapallo
  - 1r al Trofeu MP Filtri